# Tube radiant
Un tube radiant est un appareil de chauffage décentralisé permettant de chauffer par rayonnement infrarouge les bâtiments. Le terme chauffage radiant est parfois également utilisé. 

## Principe
Les tubes radiants produisent un rayonnement sombre avec une longueur d'onde comprise entre 2 et 10 microns. Le rayonnement emis par les tubes radiants se propage dans l'air, sans le réchauffer. Au contact d'une masse (sol, machine…), le rayonnement se transforme en chaleur. Les masses ainsi réchauffées provoquent, dans un second temps une élévation de température de l'air ambiant.

Le chauffage radiant est efficace quelle que soit la température ambiante. Selon l'activité de la personne visée et la vitesse de l'air, le sentiment de confort peut être obtenu de 0 à 18 °C et plus.

## Caractéristiques
Les tubes radiants, comme tout chauffage décentralisé, offre une faible inertie thermique : Le chauffage radiant est rapide à monter en température.
Autre avantage, la température de confort ressentie (appelée température résultante sèche, mesurée au thermomètre de Missenard) étant plus élevée que la température de l'air, les pertes d'air chaud d'un bâtiment se font à une température moins élevée qu'avec un système à air chaud, ce qui permet de réaliser des économies d'énergie.
Pour la même raison, l'écart de température entre le haut et le bas du bâtiment (stratification) est réduit, ce qui limite les pertes en toiture.
Le chauffage par rayonnement, n'utilisant pas l'air comme vecteur, permet également de différencier, dans un même bâtiment, les températures en différents endroits. Il permet ainsi de faire du chauffage de zone ou du chauffage de poste sans avoir à chauffer l'intégralité du volume.

## Description des appareils
Il est constitué d'un brûleur gaz, d'un tube émetteur et d'un réflecteur.
On distingue les appareils dont les brûleurs fonctionnent en dépression de ceux qui sont en pression.
La forme du tube émetteur peut être en épingle ou linéaire. L'évacuation des produits de combustion peut se faire de façon individuelle sur chaque appareil, ou de façon centralisée au moyen d'un réseau collecteur d'évacuation des gaz de combustion.
Il existe également des systèmes appelés continus, où les brûleurs sont montés en série sur un même tube émetteur.

## Utilisation
De par leur conception, les tubes radiants sont installés en hauteur, à partir de 4 mètres, et jusqu'à 20 mètres.
Les tubes radiants sont principalement destinés au chauffage des :
- ateliers et usines
- salles de sport
- entrepôts de stockage
- surfaces de vente